# Colossendeis nasuta
Colossendeis nasuta is een zeespin uit de familie Colossendeidae. De soort behoort tot het geslacht Colossendeis. Colossendeis nasuta werd in 1949 voor het eerst wetenschappelijk beschreven door Hedgpeth. 